# Nilu Phule

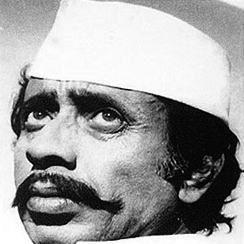
Nilu Phule

Nilu Phule (Marathi: निळू फुले, Niḷū Phule; * 1931 in Pune, Maharashtra; † 13. Juli 2009 ebenda; eigentlich Neelkanth Krushnaji Phule) war ein indischer Theaterregisseur und -schauspieler sowie Schauspieler des marathischen und des Hindi-Films.

## Leben
Nilu Phule begann als Autor von Stücken und Schauspieler auf Amateurbühnen des marathischen Tamasha-Volkskunsttheaters. Sein erstes professionelles Bühnenstück Katha Akalecha Kandyachi entstand 1965. In seiner Bühnenkarriere spielte er Hauptrollen Vijay Tendulkars Sakharam Binder (1972) und Baby (1976), Jaywant Dalvis Suryasta (1978) und Shyam Manohars Premachi Goshta (1997).
Sein Filmdebüt hatte Nilu Phule 1968 in Ek Gao Bara Bhangadi von Anant Mane. In den 1970er Jahren gehörte er zu den führenden Darstellern des marathischen Films. Neben dem bekannten Bühnenschauspieler Shreeram Lagoo spielte er in V. Shantarams Pinjra (1972) – einem Remake von Sternbergs Der blaue Engel (1930) – und in Jabbar Patels Saamna (1975) und Sinhasan (1979). Phules Rolle als korrupter Politiker Hindurao Dhonde Patil in Saamna gilt als seine bedeutendste Filmrolle. In den 1980er Jahren trat er mehrfach im Hindi-Film in Erscheinung, meist in Schurkenrollen.
Er starb am 13. Juli 2009 an Speiseröhrenkrebs.

## Auszeichnungen
- 1973: Maharastra State Award für Haat lavin tithe sone
- 1974: Maharastra State Award für Saamna
- 1975: Maharastra State Award für Choricha Mamla
- 1991: Sangeet Natak Academy Award als Theaterschauspieler[6]
- 1998: Kala Gaurav Puraskar[7]

## Filmografie (Auswahl)
- 1968: Ek Gao Bara Bhangadi – Regie: Anant Mane
- 1971: Songadya – Regie: Govind Kulkarni
- 1972: Pinjra – Regie: V. Shantaram
- 1975: Saamna – Regie: Jabbar Patel
- 1978: Sarvasakshi – Regie: Ramdas Phutane
- 1979: Sinhasan – Regie: Jabbar Patel
- 1981: Naram Garam – Regie: Hrishikesh Mukherjee
- 1983: Coolie – Regie: Manmohan Desai
- 1984: Saaransh – Regie: Mahesh Bhatt
- 1986: Rao Saheb – Regie: Vijaya Mehta
- 1990: Disha – Regie: Sai Paranjpye
- 1992: Ek Hota Vidushak – Regie: Jabbar Patel
- 1995: Limited Manuski – Regie: Nachiket und Jayoo Patwardhan

Quelle: